# یمتسا
یمتسا (به لاتین: Yemtsa) یک روستا در روسیه است.